# 泳蚕
泳蚕（学名：Plotohelmis capitata）为眼蚕科泳蚕属的动物。分布于日本海、地中海、印度洋、南北大西洋、西北太平洋，包括东海黑潮区、南海等海域，属于热带和亚热带上层暖水种。